# MTV 00s
MTV 00s (полное название — MTV Noughties) — музыкальный телеканал с клипами 2000-х годов, который вещал в тестовом режиме с 29 мая до 22 июня 2020 года в Великобритании на частоте MTV OMG. Начал полноценное вещание 1 августа 2021 года в 5:00 по центральноевропейскому времени на частоте VH1 Europe. Первым клипом на MTV 00s был «Disturbia» барбадосской певицы Рианны.

## История

### До запуска
6 сентября 2014 года на «VH1 Classic Europe» появилась программа с клипами 2000-х годов «Sounds Of The 00s». В апреле 2015 года на «VH1 Classic Europe» появился марафон клипов 2000-х годов — «Nothing But The 00s», который транслировался каждые три недели — по выходным. 10 января 2018 года на «VH1 Classic Europe» появилась ещё одна программа — «00s Boys vs 00s Girls». В конце июня 2018 года «VH1 Classic Europe» закрыл программу «00s Boys vs 00s Girls» и в сентябре этого года — марафон клипов 2000-х годов «Nothing But The 00s». 1 октября 2018 года программа с клипами 2000-х годов «Sounds Of The 00s» была переименована на новое название этой программы — «Nothing But The 00s». 19 октября 2020 года был последний выпуск программы с клипами 2000-х годов «Nothing But The 00s» в связи с переходом на круглосуточный режим вещания канала «MTV 80s» на частоте «VH1 Classic Europe». Последним клипом был в конце последнего выпуска этой программы был «Thunder in My Heart Again» английского диджея Мека с участием английского певца Лео Сейера.

#### После запуска
С 29 мая до 22 июня 2020 года MTV 00s вещал в тестовом режиме на частоте MTV OMG (с учётом анонсов канала MTV UK, британской рекламы и телемагазина с 4:00 до 6:00 по лондонскому времени). С 1 августа 2021 года этот канал вещает в круглосуточном режиме на частоте VH1 Europe.
28 апреля 2022 прекратил вещание в России вместе с остальными телеканалами Paramount.
14 декабря 2022 прекратил вещание в Беларуси.